# Головницкий, Лев Николаевич
Лев Николаевич Головни́цкий (10 декабря 1929, Курган, Уральская область — 29 апреля 1994, Екатеринбург) — советский скульптор. Народный художник РСФСР (1980).

## Биография
Родился 10 декабря 1929 года в семье машиниста в городе Кургане Курганского округа Уральской области РСФСР (ныне административный центр Курганской области). У Льва был старший брат Юрий (1925—14.07.1943), который занимался рисованием, погиб в Курской битве.
В 1932 году семья переехала в Челябинск. В 1944—1947 годах занимался в Изостудии М. М. Лошакова при Дворце пионеров им. Н.К. Крупской в Челябинске.
В 1952 году окончил Саратовское художественное училище. Дипломной работой начинающего скульптора стал образ писателя Николая Алексеевича Островского.
Член КПСС. Член Союза художников СССР с 1955 года.
В 1980 году окончил Магнитогорский государственный педагогический институт. Стажировался в Москве. Совершал творческие поездки в Италию (1960, 1970), Японию (1968), Чехословакию (1968), США (1975), Францию (1977).
Входил в состав бюро Челябинского обкома КПСС, в 1969—73 годах избирался депутатом Челябинского городского Совета депутатов трудящихся.
Был участником областных, зональных,  республиканских, всесоюзных и международных выставок.
Избирался членом и председателем (1958—61, 1965, 1977—80) правления Челябинского областного союза художников (ЧОСХ), член зонального выставкома, Челябинского областного худсовета, член правления Союза художников СССР, делегатом XXIII и XXVI съездов КПСС, XVI съезда ВЛКСМ, I–VII съездов художников СССР, I—VI съездов художников РСФСР.
В 1987 году переехал в Красноярск. В 1987—1993 годах — академик-секретарь Сибирско-Дальневосточного отделения Академии художеств СССР в Красноярске. Действительный член Академии художеств СССР с 1988. Руководил скульптурной мастерской; профессор Красноярского художественного института, преподавал на кафедре скульптуры.
В 1989—91 годах народный депутат СССР. В 1993 году переехал в Екатеринбург, где и остался жить с семьёй.
Умер 29 апреля 1994 года в городе Екатеринбурге Свердловской области. Тело Головницкого по завещанию было кремировано, а урна с прахом захоронена на Успенском кладбище Челябинска (квартал 1 ст). Первоначально на могиле стоял железный крест с фамилией и именем скульптора. В 2007 году железный памятник был убран и поставлен деревянный крест. Ныне установлен железный крест с фамилией и именем скульптора и его родителей.

## Награды и премии
- два ордена Трудового Красного Знамени (1971, 1986)
- серебряная медаль АХ ССР им. Е.В. Вучетича (1980)
- премия Ленинского комсомола (1967) — за скульптуру «Орлёнок» — памятник комсомольцам-героям Октябрьской революции и Гражданской войны на Урале
- Государственная премия РСФСР имени И. Е. Репина (1977) — за скульптурные композиции «Уральцы», «Гимн борцам», «Межи перепаханы»
- народный художник РСФСР (1980)
- заслуженный художник РСФСР (1960)
- действительный член АХ СССР (1988).
- Имя скульптора занесено в Книгу почёта ЦК ВЛКСМ.

## Работы
Автор многочисленных монументальных скульптур, в том числе:
- Орлёнок (памятник) (Челябинск), 1958
- Памятник Ленину (Челябинск), 1959 (в соавторстве со скульптором Зайковым Виталием Семёновичем)
- Первая палатка (Магнитогорск), 1966
- Памятник добровольцам-танкистам (Челябинск), 1975
- Память (Скорбящие Матери) (Челябинск), 1975
- Скульптурная часть памятника "Тыл и фронт" (Магнитогорск), 1979
- Бюст А. С. Пушкина (Челябинск), 1983
- Бюст дважды Героям Социалистического Труда академика В.П. Макеева (Коломна)
- Бюст генерального конструктора ЧТЗ И.Я. Трашутина (Челябинск)

Помимо скульптуры занимался графикой. В фондах Челябинской областной картинной галерее (Челябинский государственный музей изобразительных искусств) хранится его графический цикл «Рим — вечный город».

## Семья
- Отец — Николай Павлович Головницкий (1904—1964), машинист.
- Мать — Клавдия Александровна Головницкая (1905—1987).
- Жена — Энрика Эмильевна Головницкая, урожд. Эккерт (род. 5.04. 1931, Ленинград), скульптор.
  - Дети — Наталья и Павел.

## Память
- Улица Скульптора Головницкого в между 52 — 53 и 54 — 55 микрорайонами жилого комплекса «Парковый» Курчатовского района города Челябинска (строительство началось в 2011 году).
- На доме где жил Л. Н. Головницкий (Челябинск, проспект Ленина, 77) в 1998 году была установлена мемориальная доска.

## Фотогалерея

Орлёнок (1958)
Памятник Ленину (1959)
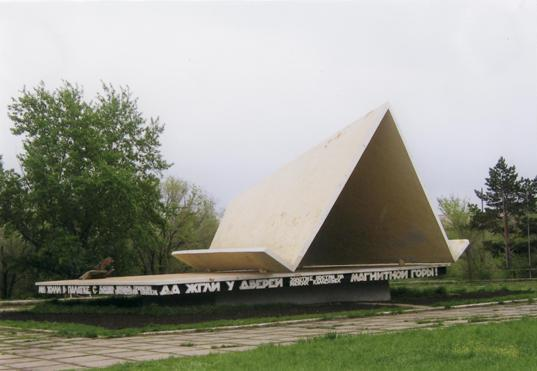
Первая палатка (1966)
Памятник добровольцам-танкистам (1975)
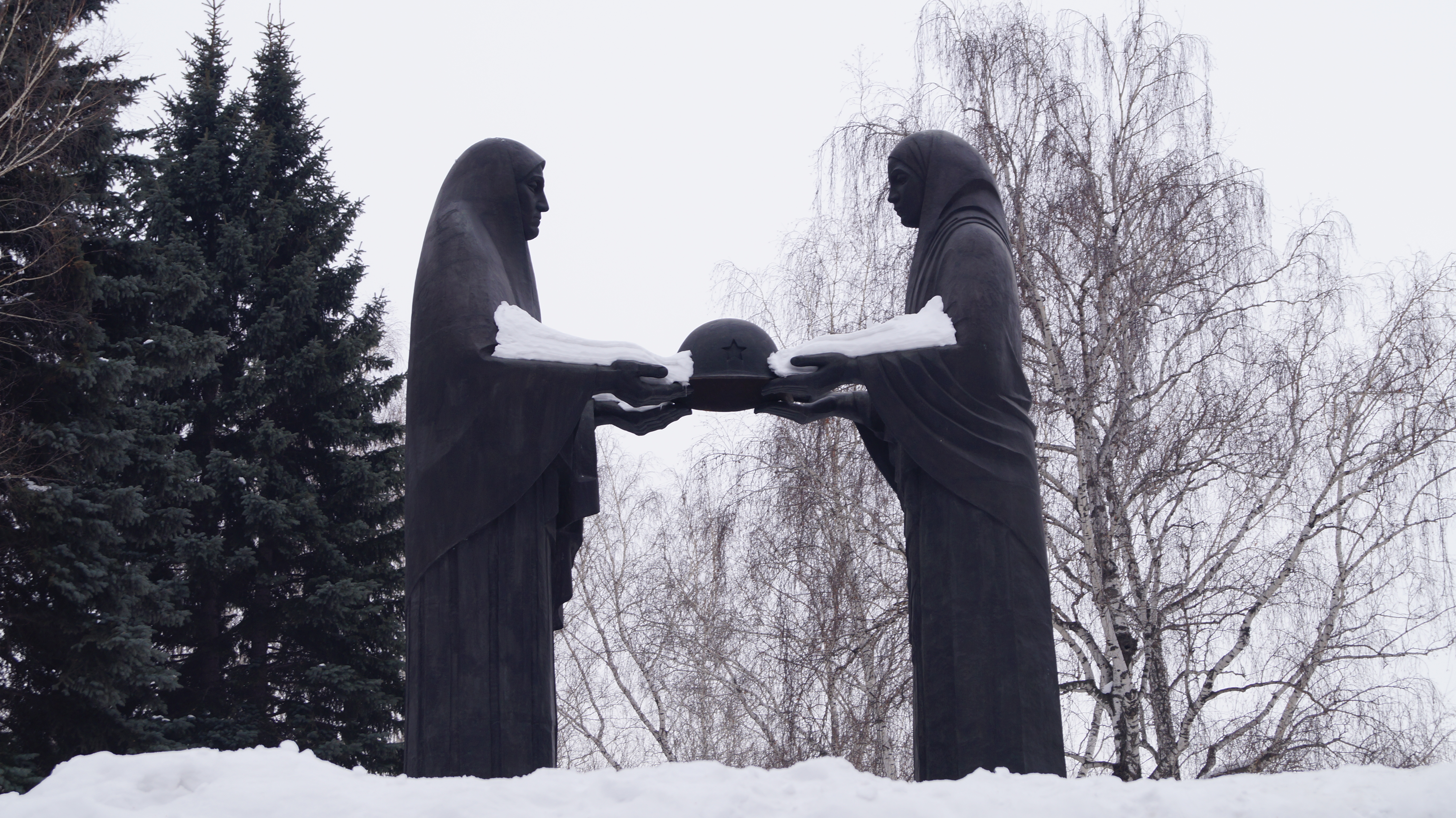
Память (Скорбящие Матери) (1975)
Тыл — фронту (1979)
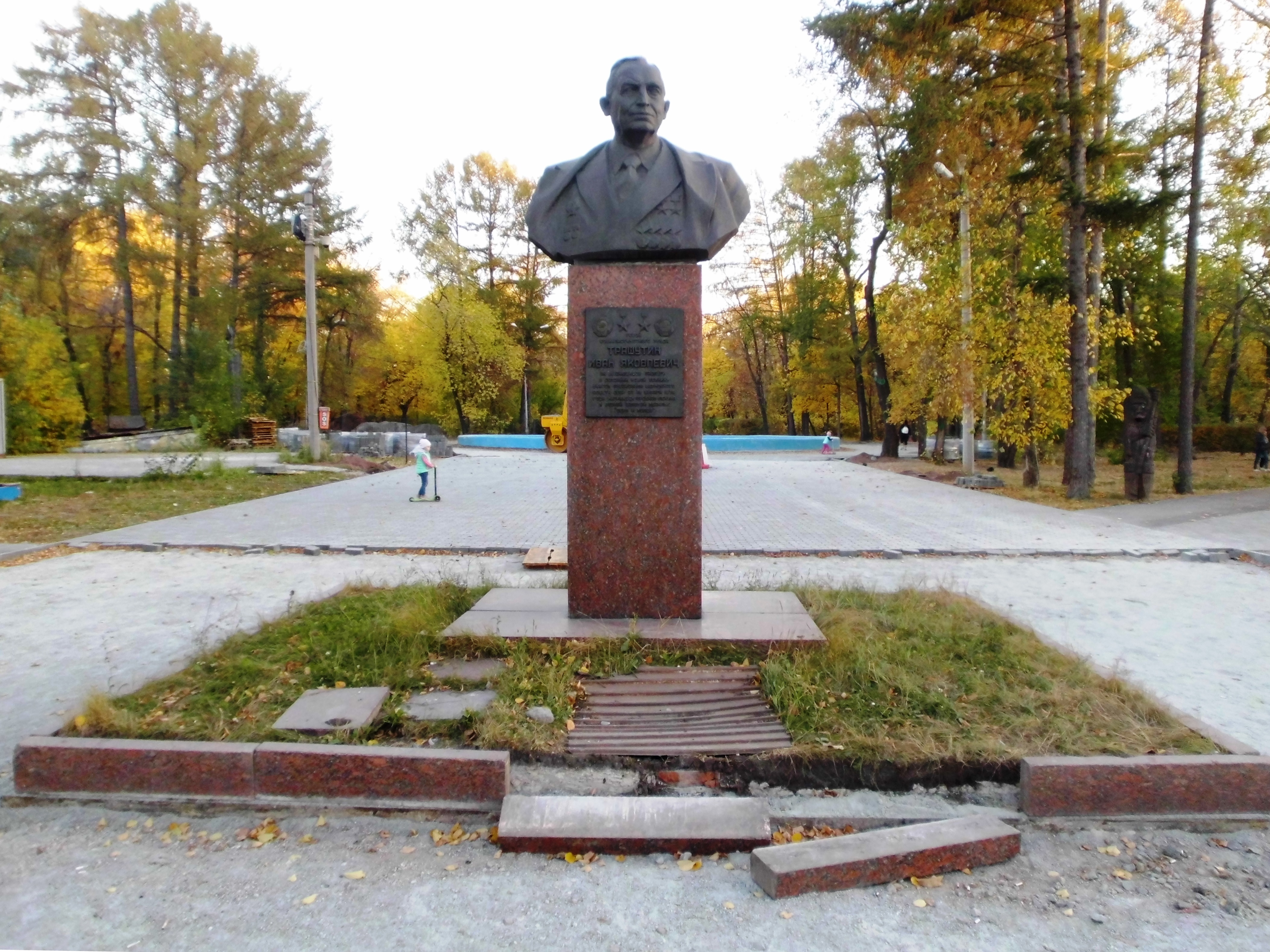
Бюст И.Я. Трашутина